# Kopf in den Sand stecken

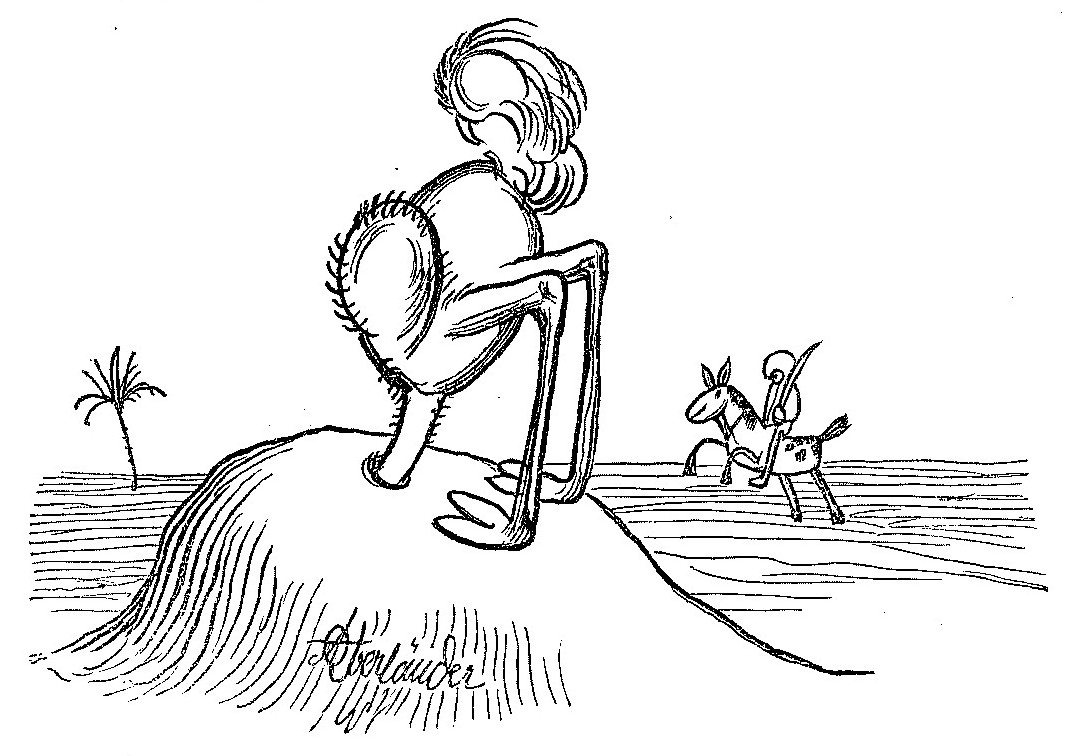
Vogel-Strauß-Politik: Zeichnung von Adolf Oberländer (1877)

Den Kopf in den Sand stecken ist eine Redewendung und bedeutet so viel wie: Eine drohende Gefahr nicht sehen wollen, die Augen vor unangenehmen Realitäten verschließen oder bestimmte Tatsachen einfach nicht zur Kenntnis nehmen wollen oder eine bevorstehende körperliche oder geistige unangenehme Arbeit nicht sehen wollen, also glatt zu ignorieren.

## Geschichte
Bereits im Altertum sagte man dem Vogel Strauß fälschlicherweise nach, dass er bei Gefahr seinen Kopf unter die Flügel oder in den Sand stecke, um so einer Gefahr zu entgehen. Dieses sich immer noch hartnäckig haltende Gerücht geht darauf zurück, dass, wenn Strauße in ihrer natürlichen Umgebung etwas vom Boden aufheben, ihr Kopf durch eine Luftspiegelung nicht zu sehen ist, gänzlich hinter dem niedrigen Gras verschwindet, oder dass sie sich in Gefahrensituationen flach auf ihr Nest legen, um es zu tarnen. Dieses sieht dann aus gewisser Entfernung so aus, als stecke der Strauß seinen Kopf in den Sand.

## Verwendung
Davon leiten sich auch Ausdrücke wie Straußenpolitik, Vogel-Strauß-Politik oder Vogel-Strauß-Taktik her, die das Gleiche ausdrücken möchten. Außerdem erhält der Vogel-Strauß-Algorithmus seinen Namen von dieser Redewendung.

## Trivia
Im Film Traumschiff Surprise von Michael Herbig (Premiere 2004) spricht Anja Kling in ihrer Rolle als Königin Metapha den verdrehten Satz „Wir können doch nicht so einfach den Sand in den Kopf stecken“. Lothar Matthäus äußerte diese „umgekehrte“ Version des Satzes: „Wir dürfen jetzt nur nicht den Sand in den Kopf stecken!“ wohl unwillentlich.